# Atto delle Svalbard
L'Atto delle Svalbard del 17 luglio 1925 n. 11, normalmente indicato come Atto delle Svalbard (in norvegese: Lov om Svalbard o colloquialmente Svalbardloven), è una legge della Norvegia che regola i principali aspetti del governo dell'arcipelago delle Svalbard. La legge venne approvata dal parlamento norvegese il 17 luglio 1925, stabilendo la sovranità statale sull'isola ed estendendo le normative in materia di diritto penale, civile e procedurale sulle isole. L'atto stabilì anche l'istituzione di una vera e propria amministrazione locale, inclusa la creazione di una posizione di governatore e, sino al 2002, di un consiglio locale. L'atto inoltre statuì le prime regole per la protezione ambientale sulle isole.
L'atto venne approvato come risposta al Trattato dello Spitsbergen del 9 febbraio 1920, che aveva già istituito la sovranità norvegese sulle Svalbard, ma limitandola al concetto di libera zona economica e zona demilitarizzata. L'atto gettò le basi per una società civilizzata sulle isole, precedentemente soggette al patronato di compagnie di scavi minerari, pesca e caccia.
La legge venne emendata diverse volte, giungendo alla fine a 6 capitoli e 46 paragrafi. Il capitolo 1 (§§1–4) riguarda le relazioni tra la Norvegia e le Svalbard; il capitolo 2 (§§5–13) riguarda il governo; il capitolo 3 (§§14–21) il diritto familiare; il capitolo 4 (§§22–28) le proprietà del governo; il capitolo 5 (§§29–44) il consiglio di Longyearbyen ed il capitolo 6 (§§45–46) composto da disposizioni varie. Dal 1 luglio 2002, l'atto è stato attuato con l'approvazione dell'Atto Ambientale delle Svalbard del 15 giugno 2001 n. 79 che regola in maniera più accurata tutti gli aspetti ambientali dell'arcipelago.